# Echioceras
Echioceras Bayle, 1878 è un genere estinto di molluschi cefalopodi appartenente alle ammoniti. Visse nel Giurassico inferiore (circa 190 milioni di anni fa). I suoi resti sono stati rinvenuti in tutto il mondo.

## Descrizione
La conchiglia di queste ammoniti era molto sviluppata, ed erano presenti un gran numero di spire. L'ombelico era poco profondo, mentre le coste, corte e diritte, non attraversavano il basso ventre carenato. Le dimensioni di questi animali dovevano aggirarsi sui sei - sette centimetri di diametro. Questo tipo di conchiglia evoluta è tipica di molte ammoniti del Giurassico. Tra le varie specie di Echioceras, da ricordare E. raricostatum ed E. fastigiatum.

## Distribuzione e habitat
Probabilmente l'echiocerato era un tipico abitante delle scogliere marine del Giurassico inferiore. La forma del corpo suggerisce che questa ammonite non fosse una veloce nuotatrice, a causa della conchiglia molto evoluta. Probabilmente era un animale che si nutriva di prede particolarmente lente.